# Parque Juscelino Kubitschek
O Parque Juscelino Kubitschek (também conhecida como parque JK) está localizada no bairro Sion, região centro-sul de Belo Horizonte. Fundada em julho de 1990 e implantada em 1995, quando era ainda chamada de Parque do Acaba Mundo, o parque JK, ocupa uma área de aproximadamente 28 mil metros quadrados. Foi revitalizado em 2008.

## Características
Sua estrutura conta com duas pistas para caminhada, quadras, ciclovia, aparelhos para ginástica e espaço para eventos artístico-culturais. Possuía ainda uma pista semiesférica para skate (bowl), que foi posteriormente coberto. A principal via de acesso ao parque é a Avenida dos Bandeirantes.

## Galeria

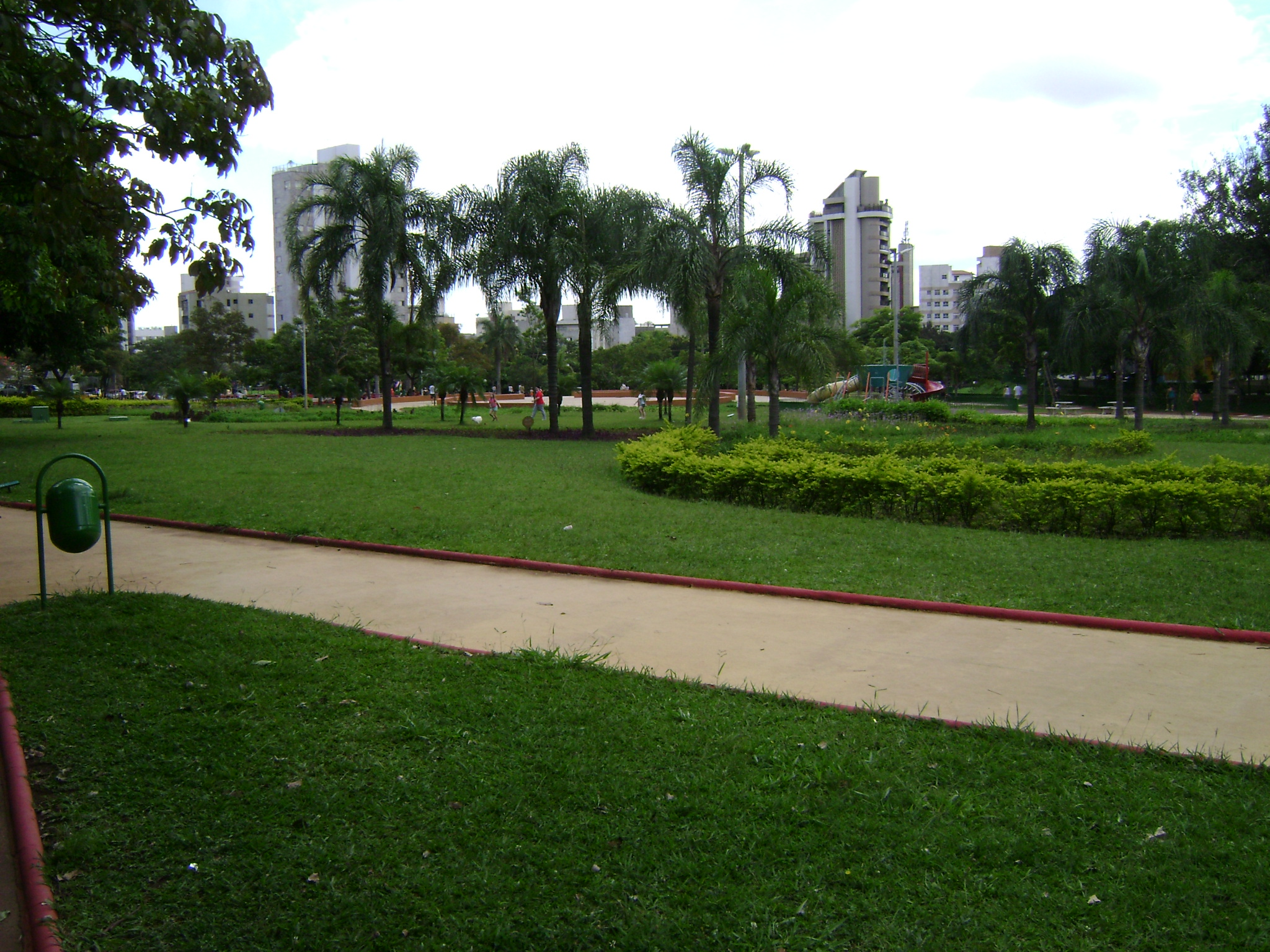
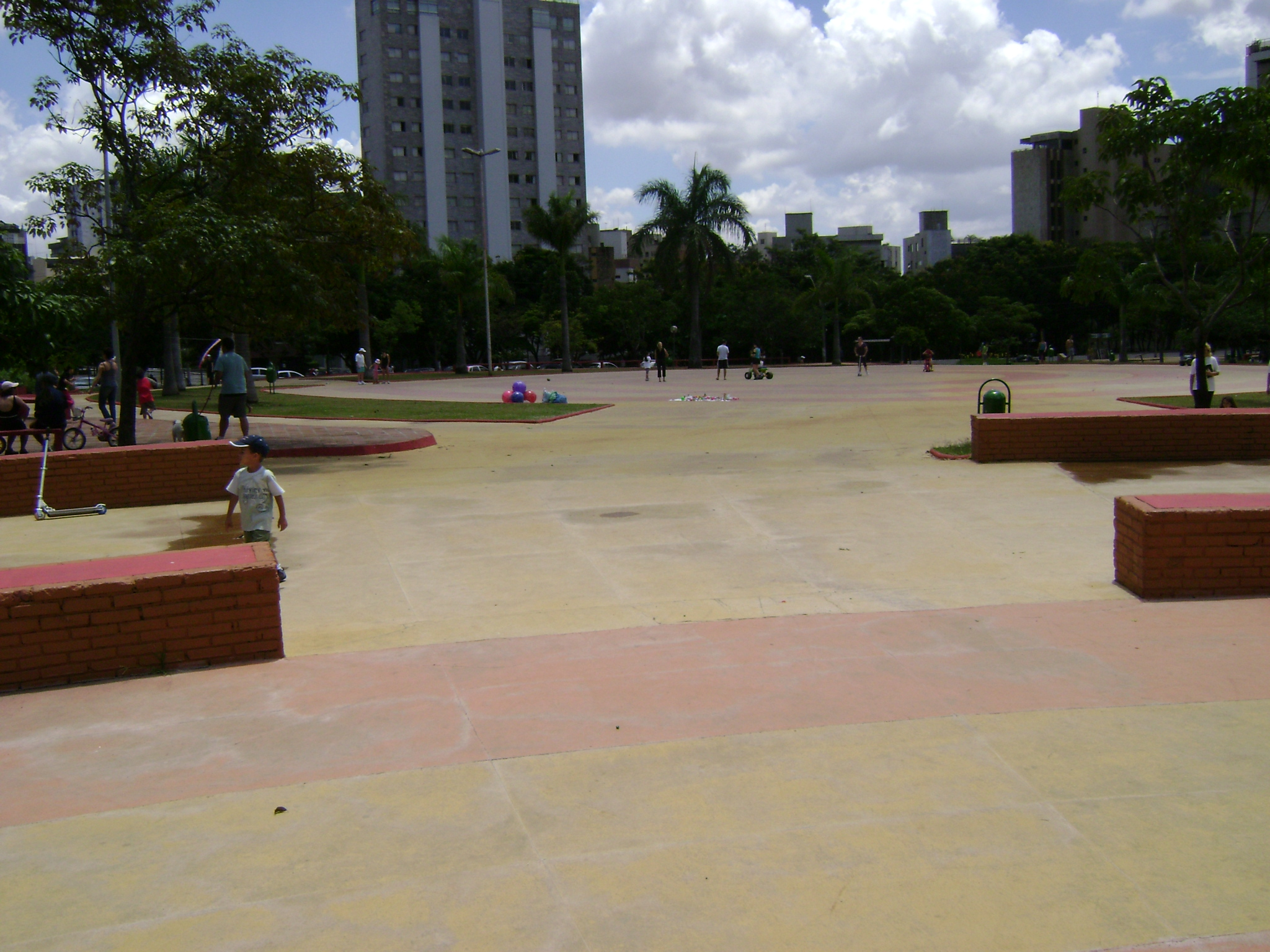
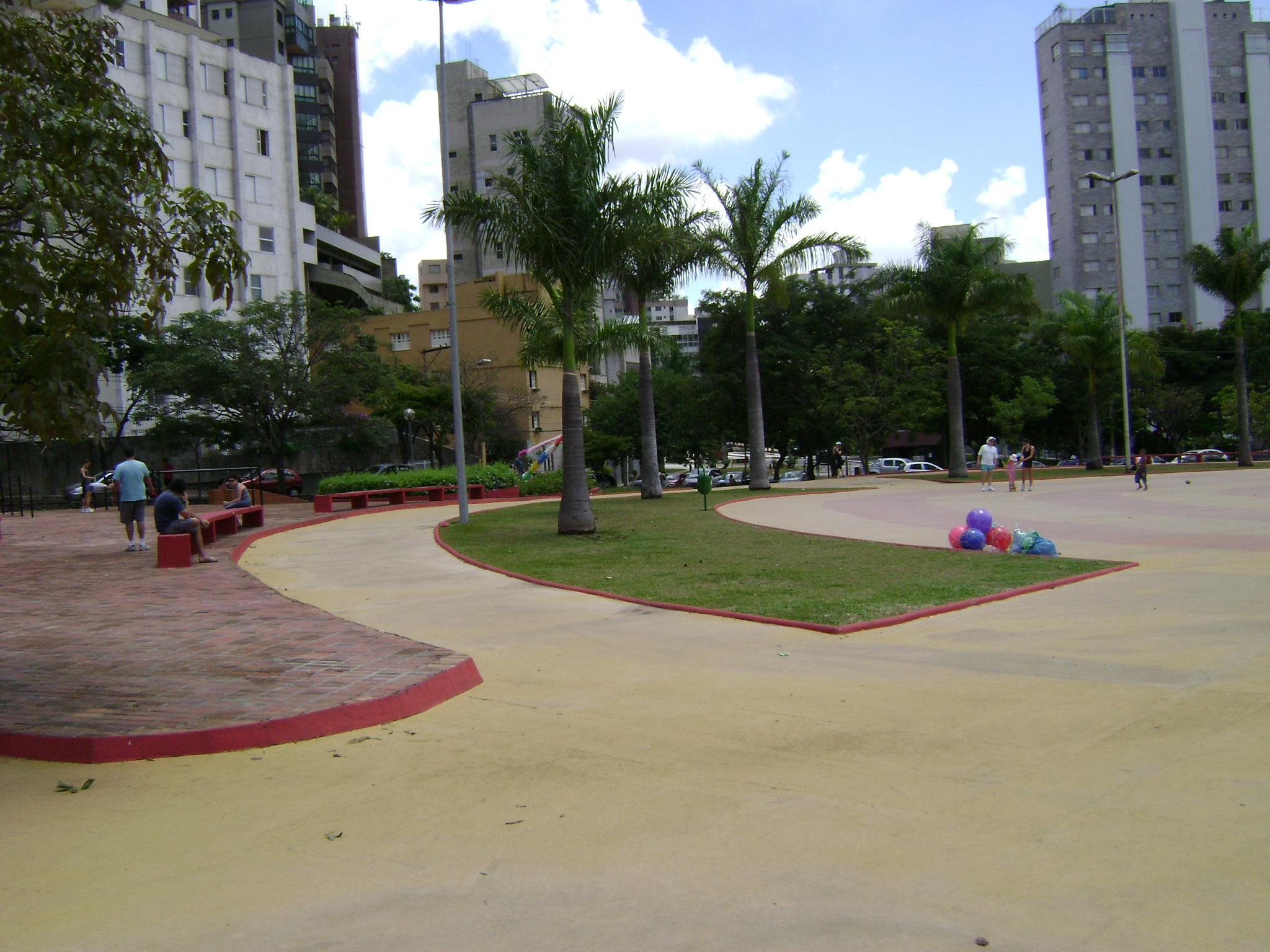
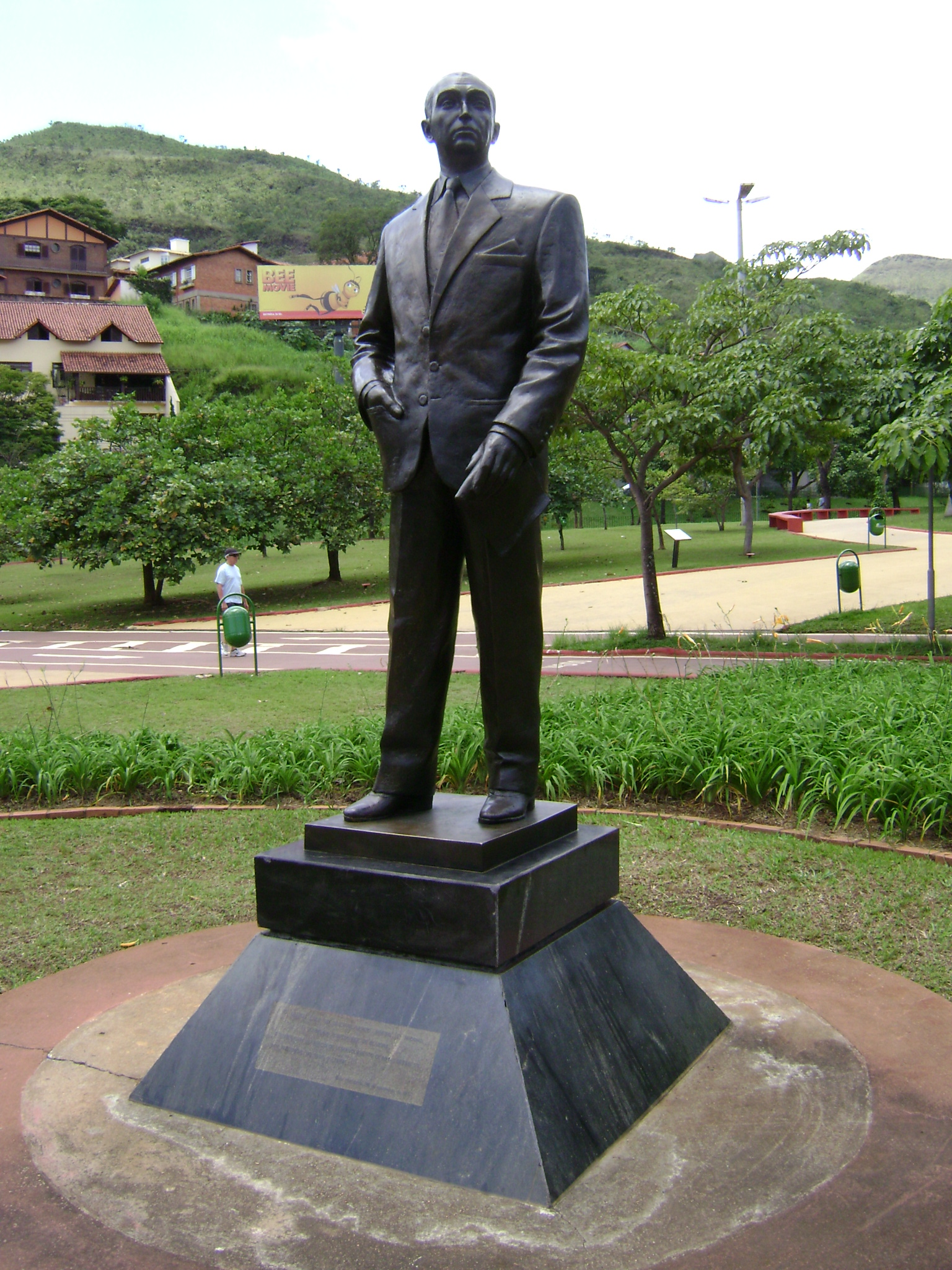
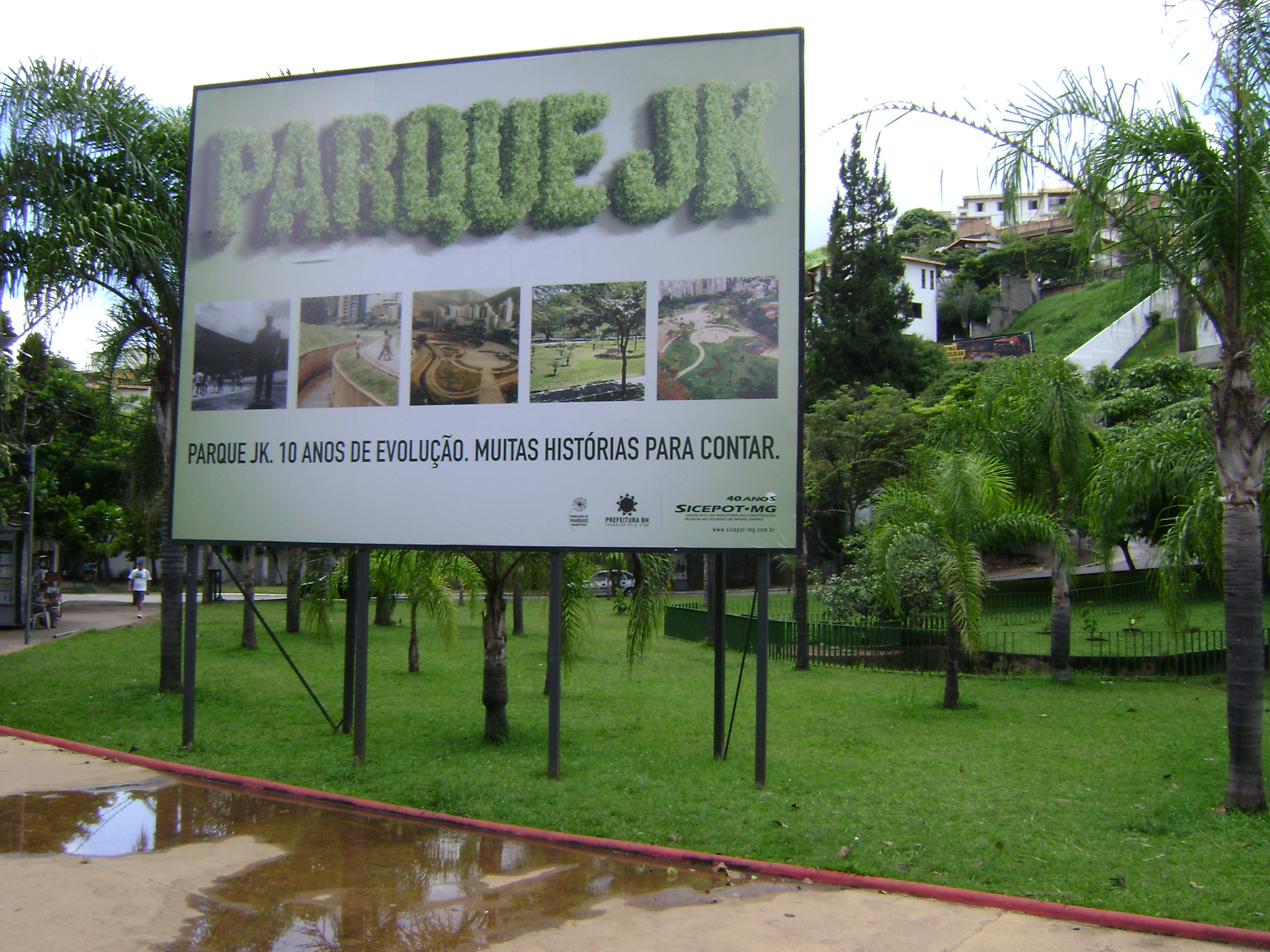
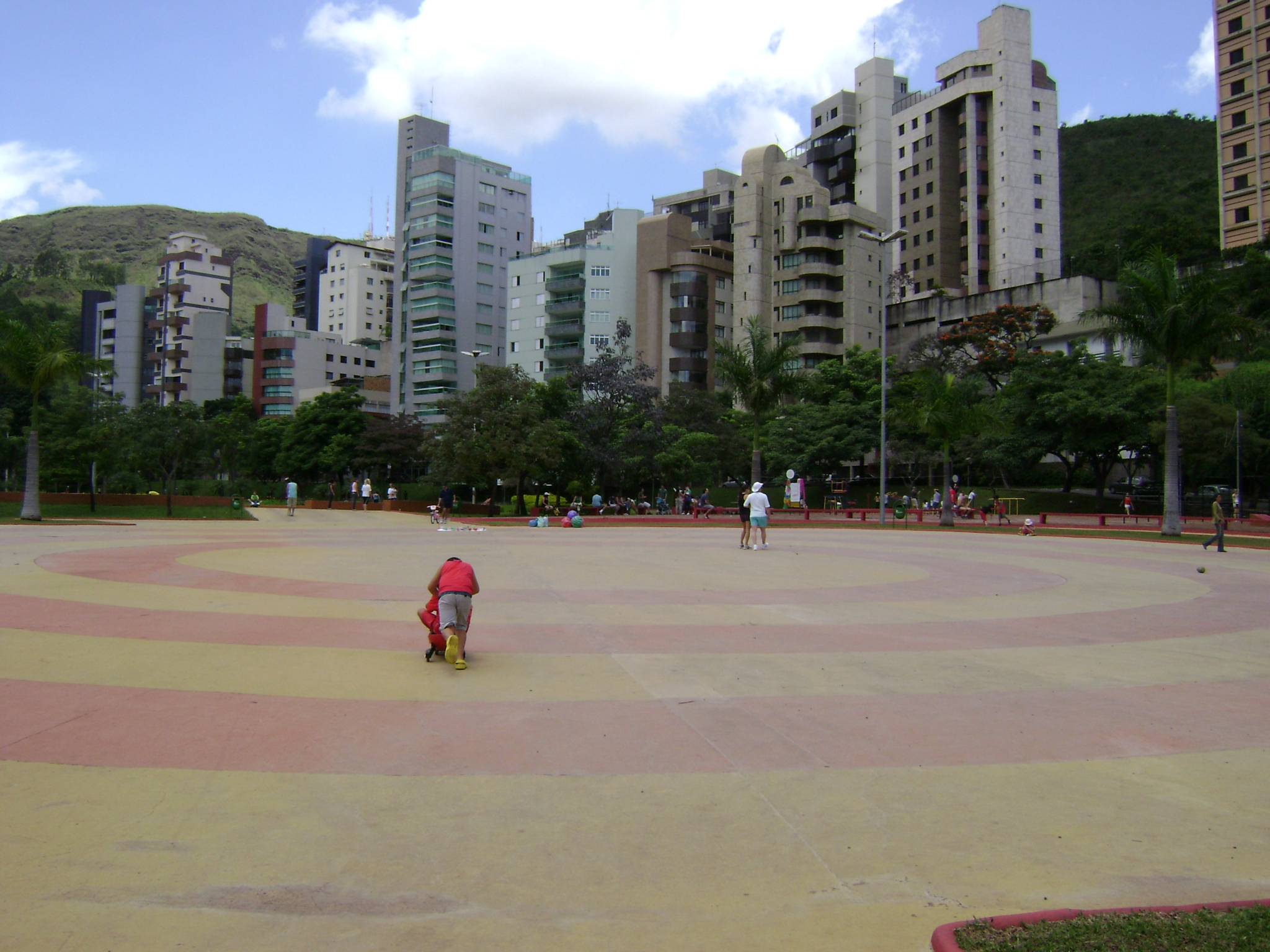